# 4746 Дуа
4746 Дуа (4746 Doi) — астероїд головного поясу, відкритий 9 жовтня 1989 року.
Тіссеранів параметр щодо Юпітера — 3,168.